# Harry Connick, Jr.
Harry Connick, Jr. (Nueva Orleans, 11 de septiembre de 1967) es un cantante, actor y pianista estadounidense. Su repertorio y estilo se aproxima al jazz por la vía del swing y de la canción popular estadounidense. Se trata de un moderno crooner, en la estela de Frank Sinatra. La carrera de Connick comenzó con dos discos de clara orientación jazzística (aunque desde un punto de vista muy tradicional), para luego centrarse en un estilo más pop. Conformó por tres años el jurado del cotizado programa de talentos American Idol.

## Biografía
Connick es hijo de dos abogados propietarios de una tienda de discos. Su padre, Harry Connick, Sr., de ascendencia irlandesa-católica fue fiscal de distrito de Nueva Orleans desde 1977 hasta 2003. Su madre, una neoyorquina de ascendencia judía fue Juez de la Corte Suprema de Luisiana. Tras comenzar probando con el teclado a los tres años de edad, su primera actuación pública se produjo a los seis años, y grabó con una banda de jazz local a los diez. Recibió clases en el New Orleans Center for the Creative Arts y estudió con Ellis Marsalis y James Booker. Una estancia en Nueva York para estudiar en el Hunter College en la Manhattan School of Music le dieron la oportunidad de contactar con la compañía Columbia, para finalmente publicar su primer disco en 1987, un conjunto de estándares tocados a piano sin acompañamiento que fue elogiado por la crítica. Su segundo disco, en 1988, sería el primero en que cantaría.
Ya conocido dentro de los círculos jazzísticos, Harry Connick, Jr. entró de lleno en el ámbito de la popularidad con su banda sonora de la película de 1989 When Harry Met Sally..., llena de estándares románticos («It Had to Be You», «Let's Call the Whole Thing Off», «Don't Get Around Much Anymore») interpretados con el apoyo de una orquesta. Connick llegó a actuar como actor en alguna película en 1990. Ese mismo año, realizó dos discos simultáneamente, cada uno orientado a públicos distintos: uno, We Are in Love, otro disco de estándares orientado al ámbito pop; el otro, Lofty's Roach Souffle, completamente instrumental, orientado al mundo jazzístico. En 1991 graba con una orquesta Blue Light, Red Light. Aunque su popularidad decreció a mediados de los noventa, sus discos continuaron siendo bien vendidos. También prosiguió con su carrera de actor, con un papel protagonista en Copycat (1995) y se casó con la actriz Jill Goodacre. Tras algunos discos que no alcanzaron los niveles de éxito deseados, con el nuevo milenio Connick ha intentado recuperar sus raíces jazzísticas.
En 1992 apareció en el capítulo 17 de la 10.ª temporada de la serie "Cheers", en el papel de Russell Boyd, el primo de Woody Boyd.

## Discografía
| Año  | Título                                | Notas                  |
| ---- | ------------------------------------- | ---------------------- |
| 1977 | Dixieland Plus                        |                        |
| 1978 | 11                                    | Columbia               |
| 1979 | Pure Dixieland                        |                        |
| 1987 | Harry Connick, Jr.                    | Columbia               |
| 1988 | 20                                    | Columbia               |
| 1989 | When Harry Met Sally...               | Columbia               |
| 1990 | We Are in Love                        | Columbia               |
| 1990 | Lofty's Roach Souffle                 | Columbia               |
| 1990 | El padrino III                        | Banda sonora           |
| 1990 | A Jazzy Wonderland                    | Recopilatorio Jazz     |
| 1991 | Simply Mad About The Mouse            | Banda sonora           |
| 1991 | Blue Light, Red Light                 | Columbia               |
| 1992 | 25                                    | Columbia               |
| 1993 | Sleeppless in Seattle                 | Banda sonora           |
| 1993 | When My Heart Finds Christmas         | Columbia               |
| 1993 | Forever For Now                       |                        |
| 1993 | France, T Wish You Lov                |                        |
| 1994 | Imagination                           | Amw                    |
| 1994 | She                                   | Columbia               |
| 1995 | Whisper Your Name                     | Sony                   |
| 1995 | Star Turtle                           | Columbia               |
| 1996 | One Fine Day                          | Banda sonora           |
| 1997 | To See You                            | Columbia               |
| 1998 | Hope Floats                           | Banda sonora           |
| 1999 | Come by Me                            | Columbia               |
| 2001 | 30                                    | Columbia               |
| 2001 | Songs I Heard                         | Columbia               |
| 2003 | Other Hours: Connick on Piano, Vol. 1 | Marsalis Music/Rounder |
| 2003 | Harry for the Holidays                | Columbia               |
| 2004 | Only You                              | Columbia               |
| 2005 | Legends Series Vol.198                | Recopilatorio Jazz     |
| 2005 | Occasion: Connick on Piano, Vol. 2    | Marsalis Music         |
| 2006 | Harry on Broadway, Act 1              | Columbia               |
| 2007 | Chanson du Vieux Carre                | Marsalis Music/Rounder |
| 2007 | Oh, My Nola                           | Columbia               |
| 2009 | Your songs                            | Sony Music             |
| 2019 | True love A celebration of Cole Porte |                        |

## Filmografía

### Cine
| Año  | Título                                      | Personaje                | Notas |
| ---- | ------------------------------------------- | ------------------------ | ----- |
| 1990 | Memphis Belle                               | Sgt. Clay Busby          |       |
| 1991 | Little Man Tate                             | Eddie                    |       |
| 1995 | Copycat                                     | Daryll Lee Cullum        |       |
| 1996 | Independence Day                            | Capitán Jimmy Wilder     |       |
| 1997 | Excess Baggage (Exceso de equipaje [Esp])   | Greg Kistler             |       |
| 1998 | Hope Floats (Siempre queda el amor [Esp])   | Justin Matisse           |       |
| 1999 | The Iron Giant (El gigante de hierro [Esp]) | Dean McCoppin            | Voz   |
| 1999 | Wayward Son                                 | Jesse Banks Rhodes       |       |
| 2000 | My Dog Skip                                 | Narrador                 |       |
| 2000 | The Simian Line                             | Rick                     |       |
| 2001 | South Pacific                               | Ten. Joseph Cable        |       |
| 2001 | Life Without Dick                           | Daniel Gallagher         |       |
| 2003 | Basic                                       | Pete Vilmer              |       |
| 2004 | Mickey                                      | Glen Ryan (Tripp Spence) |       |
| 2005 | The Happy Elf                               | Lil' Farley (Narrador)   |       |
| 2006 | Bug                                         | Jerry Goss               |       |
| 2007 | P.S. I Love You                             | Daniel Connelly          |       |
| 2008 | Living Proof                                | Dr. Dennis Slamon        |       |
| 2009 | New in Town (Ejecutiva en apuros [Esp])     | Ted Mitchell             |       |
| 2011 | Dolphin Tale                                | Clay Haskett             |       |
| 2013 | Angels Sing                                 | Michael Walker           |       |
| 2014 | Dolphin Tale 2                              | Clay Haskett             |       |
| 2021 | Fear of Rain                                | John Burroughs           |       |
| 2024 | Al borde del abismo                         | Jonn Allman              |       |
| 2032 | Ridley Jones: The Movie                     |                          |       |

### Televisión
| Año             | Título                             | Personaje                       | Notas                                                                                  |
| --------------- | ---------------------------------- | ------------------------------- | -------------------------------------------------------------------------------------- |
| 1992            | Cheers                             | Russell Boyd                    | Episodio: "A Diminished Rebecca with a Suspended Cliff"                                |
| 1994            | Ghostwriter                        | Él mismo                        | Episodio: "What's Up with Alex?: Part 1"                                               |
| 1997            | Action League Now!                 | Big Baby                        | Voz. Episodio: "Rock-A-Big-Baby"                                                       |
| 2002–2006, 2017 | Will & Grace                       | Leo Markus                      | 25 Episodios                                                                           |
| 2004            | Sesame Street                      | Él mismo                        | Episodio: 4080                                                                         |
| 2008            | This Old House                     | Él mismo                        | Episodio: "New Orleans Project: Part 1"                                                |
| 2009            | Hey Hey It's Saturday: The Reunion | Él mismo – juez invitado        |                                                                                        |
| 2009            | Australian Idol                    | Él mismo – juez invitado        |                                                                                        |
| 2010            | American Idol                      | Él mismo – juez invitado        |                                                                                        |
| 2012            | Law & Order: Special Victims Unit  | Executivo de A.D.A. David Haden | Episodios: "Official Story", "Father's Shadow", "Hunting Ground", and "Justice Denied" |
| 2013            | American Idol                      | Él mismo - juez invitado        |                                                                                        |
| 2014–2016       | American Idol                      | Él mismo - juez                 | (T 13-15) con Jennifer Lopez y Keith Urban                                             |
| 2015            | Repeat After Me                    | Él mismo                        | 1 Episodio                                                                             |
| 2016–2018       | Harry                              | Él mismo                        | 164 Episodios                                                                          |
| 2017            | Kevin Can Wait                     | Él mismo                        | Episodio: "Kenny Can Wait"                                                             |
| 2021            | American Idol                      | Él mismo - intérprete invitado  | Episodio: Comeback Show                                                                |

### Apariciones no ficticias
| Año  | Título                                     | Personaje        | Notas                                  |
| ---- | ------------------------------------------ | ---------------- | -------------------------------------- |
| 1990 | Carly in Concert: My Romance               | Artista invitado |                                        |
| 1992 | Super Bowl XXVI                            | Él mismo         | Interpretó: "The Star-Spangled Banner" |
| 1993 | The Harry Connick Jr. Christmas Special    | Él mismo         | CBS Especial                           |
| 1996 | Road Rules: USA – The Second Adventure     | Él mismo         | Cameo                                  |
| 1998 | Harry Connick Jr.: Romance in Paris        | Él mismo         | PBS Especial                           |
| 1999 | The Worlds of Harry Connick Jr.            | Él mismo         |                                        |
| 2001 | Evening at Pops                            | Él mismo         |                                        |
| 2003 | Harry for the Holidays                     | Él mismo         | NBC special                            |
| 2004 | Only You: In Concert                       | Él mismo         | PBS special                            |
| 2007 | 100 Biggest Weather Moments                | Anfitrión        |                                        |
| 2007 | Note by Note: The Making of Steinway L1037 | Él mismo         |                                        |
| 2010 | Daytona 500                                | Él mismo         | Interpretó: "The Star-Spangled Banner" |
| 2013 | World Series                               | Él mismo         | Interpretó: "The Star-Spangled Banner" |
| 2017 | Kentucky Derby                             | Él mismo         | Interpretó: "The Star-Spangled Banner" |
| 2020 | NFL Draft                                  | Él mismo         | Interpretó: "The Star-Spangled Banner" |